# Mieczysław Młotek
Mieczysław Ryszard Młotek (ur. 30 grudnia 1893 w Dublanach, zm. 9 grudnia 1986 w Londynie) – polski historyk wojskowości, działacz emigracyjny. W 1957 awansowany przez władze RP na uchodźstwie na stopień podpułkownika w korpusie oficerów administracji, następnie pułkownik.

## Życiorys
Urodził się 30 grudnia 1893 w Dublanach. Od lat szkolnych należał do Strzelca”. Był wieloletnim sekretarzem Stowarzyszenia Młodzieży i Ministrantów przy kościele Dominikanów we Lwowie.
Podczas I wojny światowej służył w wojsku austriackim. W C.K. Obronie Krajowej został mianowany podporucznikiem w rezerwie piechoty 1 stycznia 1917. Według stanu z 1918 był oficerem 35 pułku strzelców. Podczas I wojny udzielał się w działalności niepodległościowej. Był członkiem Polskiej Organizacji Wojskowej i „Strzelca”.
Od 1918 służył w Wojsku Polskim. Organizował młodzież przy kościele Dominikanów we Lwowie. Był adiutantem biskupa polowego Władysława Bandurskiego. W połowie 1919 roku został przydzielony do Biura Prezydialnego Ministerstwa Spraw Wojskowych. W 1920 był podporucznikiem w Dowództwie Okręgu Generalnego „Lwów”. Do stycznia 1922 pełnił służbę w Gabinecie Ministra Spraw Wojskowych na stanowisku referenta. Służył w Dowództwie Okręgu Generalnego. 1 czerwca 1919 awansował na stopień kapitana piechoty ze starszeństwem. W latach 1923–1924 był oficerem 52 pułku piechoty w Złoczowie. W tym czasie był odkomenderowany na studia, które prowadził na Wydziałach Filozoficznym i Prawa Uniwersytetu Jana Kazimierza we Lwowie, naukę kontynuował w Wiedniu. W 1924 obronił doktorat z zakresu prawa na Uniwersytecie Jana Kazimierza we Lwowie.
Od 15 lutego do 1 sierpnia 1924 był odkomenderowany do Wojskowego Sądu Okręgowego Nr VI we Lwowie. W latach 1928–1932 był oficerem 77 pułku piechoty w Lidzie. Pełnił służbę w Dowództwie Okręgu Korpusu Nr VI we Lwowie. Służył w Powiatowej Komendzie Uzupełnień Lwów. W grudniu 1932 ogłoszono jego przeniesienie do Powiatowej Komendy Uzupełnień Drohobycz. W sierpniu 1935 został wyznaczony na stanowisko komendanta PKU Drohobycz. W 1938 dowodzona przez niego jednostka została przemianowana na Komendę Rejonu Uzupełnień Drohobycz, a zajmowane przez niego stanowisko otrzymało nazwę „komendant rejonu uzupełnień”. Stanowisko komendanta Rejonu Uzupełnień Drohobycz pełnił do wybuchu II wojny światowej we wrześniu 1939. Przed 1939 był prezesem klubu piłkarskiego Junak Drohobycz i jego organizatorem.
Po wybuchu II wojny światowej uczestniczył w kampanii wrześniowej. We wrześniu 1939 ewakuował drużynę Junaka z Polski. Był kierownikiem ewakuacji żołnierzy WP internowanych na Węgrzech. Organizował obozy dla polskich uchodźców idących na Zachód. Następnie służył w Polskich Siłach Zbrojnych na Zachodzie. Był szefem wydziału oświaty i kultury w Samodzielnej Brygadzie Strzelców Karpackich i w 3 Dywizji Strzelców Karpackich. Sam nie dotarł na Zachód, przebywając w Syrii, gdzie prowadził swoją działalność. Do końca wojny był tam kierownikiem referatu propagandy i oświaty. Wydawał w tym miejscu swoje publikacje o charakterze dziennikarskim i historycznym.
Po wojnie pozostał na emigracji w Wielkiej Brytanii. W 1957 został awansowany przez władze RP na uchodźstwie na stopień podpułkownika w korpusie oficerów administracji. Był członkiem-założycielem Koła Lwowian w Londynie i działał w redakcji organu prasowego tegoż – „Biuletynie” oraz publikował na jego łamach. Autor wielu prac z zakresu historii wojskowości. Poza tym na emigracji publikował np. na tematy Lwowa i kościołów. W 1979 został członkiem zwyczajnym Polskiego Towarzystwa Naukowego na Obczyźnie. Z ramienia Ligi Niepodległości Polski był członkiem Rady Stanu Rzeczypospolitej Polskiej w 1972. Był członkiem V Rady Narodowej Rzeczypospolitej Polskiej (1973–1978), delegowany przez Niezależny Ruch Społeczny.
Do końca życia pozostawał w stopniu pułkownika. Zmarł 9 grudnia 1986 w Londynie. Prochy płk. Młotka – zgodnie z jego wolą zmieszane uprzednio z ziemią pochodzącą z Cmentarza Obrońców Lwowa – zostały pochowane w kolumbarium przy kościele św. Andrzeja Boboli w Londynie 18 grudnia 1986.

## Ordery i odznaczenia
- Krzyż Komandorski Orderu Odrodzenia Polski (3 maja 1977)[24]
- Krzyż Oficerski Orderu Odrodzenia Polski[2]
- Krzyż Kawalerski Orderu Odrodzenia Polski (3 maja 1968)[25]
- Złoty Krzyż Zasługi z Mieczami[2]
- Srebrny Krzyż Zasługi z Mieczami[2]
- Medal Niepodległości (25 lipca 1933)[26][27]
- Srebrny Krzyż Zasługi (2 marca 1925)[28][29]
- Srebrny Medal Zasługi Wojskowej na wstążce Krzyża Zasługi Wojskowej z mieczami (Austro-Węgry, przed 1918)[6]
- Brązowy Medal Zasługi Wojskowej na wstążce Krzyża Zasługi Wojskowej z mieczami (Austro-Węgry, przed 1918)[6]
- Srebrny Medal Waleczności 2 klasy (Austro-Węgry, przed 1918)[6]

## Publikacje
- Trzecia Dywizja Strzelców Karpackich 1942–1947, t. 1, red. Mieczysław Młotek, Londyn: Zarząd Główny Związku Karpatczyków, 1978.
- Historia Samodzielnej Brygady Strzelców Karpackich[3]